# Stati del Sacro Romano Impero (H)
Questo è un elenco degli stati del Sacro Romano Impero, inizianti per la lettera H:
| Nome | Tipologia                                                                                 | Provincia                      | Seggio     | Formazione                                                                | Note |
| --- | ----------------------------------------------------------------------------------------- | ------------------------------ | ---------- | ------------------------------------------------------------------------- | --- |
| Haag | Contea del Sacro Romano Impero                                                            |                                |            |                                                                           | 1500: Provincia Bavarese 1567: estinzione della linea; ai Duchi di Baviera |
| Habsburg | Contea                                                                                    |                                |            | 1040                                                                      | 1305: Annessa all'Austria, diede il nome alla dinastia arciducale che divenne "de facto" dinastia imperiale 1414: Annessa a Berna |
| Habsburg-Lauffenburg Habsburg-Laufenburg | Contea                                                                                    |                                |            | 1239: Divisa da Habsburg                                                  | 1282-1408: Acquistita dal Langraviato di Klettgau 1408: Tutte le precedenti divisioni riannesse a Sulz |
| Hadeln | "Republicca di Framer"                                                                    |                                |            |                                                                           | 1689: Stato Imperiale 1731: all'Hannover |
| Haguenau Hagenau | Libera Città Imperiale                                                                    | Provincia dell'Alto Reno       |            | 1260                                                                      | 1648: Annessa alla Francia |
| Hagenau | "Landvogtei"                                                                              |                                |            |                                                                           | |
| Hainaut | Contea                                                                                    | Provincia Borgognona           |            | 1071                                                                      | 1299: Unita alla Contea d'Olanda 1436: all'Borgoga 1512: Provincia Borgognona |
| Hainburg | Contea                                                                                    |                                |            | 1240: Divisa da Regenstein                                                | 1368: Riannessa a Regenstein. Regenstein fu successivamente annessa al Principato Vescovile di Halberstadt |
| Halberstadt | vescovato                                                                                 | Provincia della Bassa Sassonia | vedi sotto | 996                                                                       | 1648: Secolarizzato come principato per il Brandeburgo |
| Halberstadt | Principato                                                                                | Provincia della Bassa Sassonia | PR         | 1648: Secolarizzato dal Vescovato di Halberstadt                          | Dal 1648 al 1918, i "Principi di Halberstadt" furono gli Elettori di Brandeburgo, i Re di Prussia ed infine gli Imperatori di Germania, a parte quando Halberstadt fu parte del Regno di Vestfalia dal 1807 al 1813. |
| Haldenstein | Baronia                                                                                   |                                |            |                                                                           | |
| Hall |                                                                                           |                                |            |                                                                           | |
| Hallermund | Contea                                                                                    | Provincia del Basso Reno       |            | c1163                                                                     | 1398: Annessa a Corvey 1408: Annessa a Minden 1436: Annessa a Brunswick 1707: Annessa a Platen-Hallermund |
| Hals | 1280: Contea                                                                              |                                |            | XII sec.                                                                  | 1443: Annessa a Leuchtenberg 1486: Venduta ad Aichberg 1511: Ereditata dai Degenberg 1517: Venduta alla Baviera a Cronenstein a Sinzendorf 1715: alla Baviera |
| Hanau Conte di Hanau, Rhineck e Zweibrücken, Signore di Münzenberg, Lichtenberg e Ochsenhausen | 1429: Contea del Sacro Romano Impero 1803: Principato del Sacro Romano Impero             |                                |            | 1178                                                                      | 1243: prima menzione del castello di Hanau 1255: Acquisita la Signoria di Munzenberg 1451: Divisa in Hanau-Munzenberg e Hanau-Lichtenberg 1458: Divisa in Hanau-Babenhausen, Hanau-Munzenberg e Hanau-Lichtenberg 1480:Acquisita dalla Signoria di Lichtenberg Riunita 1736: Passata all'Assia-Kassel 1803: alla Francia 1810: al Granducato di Francoforte 1813: all'Assia-Kassel 1866: alla Prussia |
| Hanau-Babenhausen | 1429: Contea                                                                              |                                |            | 1451: Divisa dall'Hanau                                                   | 1481: Diviene Hanau-Lichtenberg |
| Hanau-Lichtenberg | 1429: Contea 1696: Principato del Sacro Romano Impero                                     | Provincia dell'Altro Reno      |            | 1481: Patronato dell'Hanau-Babenhausen                                    | 1642: Eredità della linea estinta degli Hanau-Munzenberg 1736: linea estinta; divisa tra il Langraviato di Assia-Darmstadt e Magonza 1785: Unita all'Assia-Kassel |
| Hanau-Münzenberg | 1429: Contea                                                                              |                                |            |                                                                           | 1642: Estinzione della linea maschile; unita con l'Hanau-Lichtenberg 1736: Ereditata dagli Assia-Darmstadt |
| Hannover | Ducato 1692: Principato Elettorale del Sacro Romano Impero                                | Provincia della Bassa Sassonia | EL         | 1636                                                                      | |
| Harburg | Principato                                                                                |                                |            |                                                                           | |
| Hardegg | 1383: Contea del Sacro Romano Impero                                                      |                                |            |                                                                           | 1188: prima menzione dei Conti di Hardegg 1260: ai Conti di Plain 1273-1483: ai Conti di Maidburg 1495: Venduta dai Baroni e Conti di Pruschenk agli Habsburgs continua ad esistere nelle linee di Seefeld e Stetteldorf Acquisita dalla Signoria di Kadolz, Seefeld e Stetteldorf |
| Harrach Conte di Harrach in Rohrau e Thannhausen, etc. | 1628: Contea del Sacro Romano Impero (Personale)                                          | n/a                            | SW         | 1628                                                                      | Acquisizione della Contea di Rohrau Acquisizione della Contea di Thannhausen |
| Harmersbach | Valle Imperiale                                                                           |                                |            |                                                                           | |
| Hartelstein | Signoria                                                                                  |                                |            | 1460: Divisa da Saffig                                                    | 1477: Annessa a Saffig-Olbrück |
| Hatzfeld Principi del Sacro Romano Impero di Hatzfeld-Gleichen-Trachenberg, Baroni di Wildenburg, Signori di Crottorf, Schönstein, Kranichfeld, Blankenhain, etc.                                      | Singoria 1635: Contea del Sacro Romano Impero 1748: Principato del Sacro Romano Impero    | Upp Sax                        |            |                                                                           | 1418: Linea estinta; i territori passano agli Hatzfeld per successione femminile 1639: Acquisto di Gleichen 1640: Stato Imperiale; ai Conti del Sacro Romano Impero di Gleichen 1741: ai Principi di Trachenberg in Prussia 1806: al Granducato di Berg 1815: alla Prussia |
| Hauenstein | Contea                                                                                    |                                |            |                                                                           | |
| Hausen | Signoria                                                                                  | ??                             |            |                                                                           | 1500: Provincia della Franconia |
| Havelberg | Vescovato                                                                                 |                                |            |                                                                           | |
| Heggbach | Abbazia                                                                                   | Provincia Sveva                | SP         |                                                                           | 1793: Consiglio dei Principi |
| Heideck Heydeck | Signoria del Sacro Romano Impero                                                          |                                |            |                                                                           | Acquista Bretzenheim 1471: al Bavaria |
| Heilbronn | Libera Città Imperiale                                                                    | Provincia Sveva                | SW         | 1350                                                                      | 1803: Divisa |
| Heiligenberg | Contea                                                                                    | Provincia Sveva                |            |                                                                           | |
| Heiligkreuzthal | Abbazia                                                                                   |                                |            |                                                                           | |
| Heinsberg | Contea                                                                                    |                                |            | 1085                                                                      | 1479: Annessa a Jülich |
| Helffenstein Helfenstein | 1351: Contea del Sacro Romano Impero                                                      |                                |            | 1113                                                                      | 1100: costruzione del castello di Helfenstein 1200: Matrimonio dell'erede dei Conti di Helfenstein con il Conte di Spitzenberg e Sigmaringen 1226: Unione delle Contee di Spitzenberg e Helfenstein 1258: Ereditata, per successione femminile, con molti territori dai Conti di Dillingen la linea di Wiesenstein eredita la Contea di Geislingen 1356: Divisione nelle linee di Blaubeuren (estinta nel 1517) e di Wiesenstein (estinta nel 1627) 1383: i castelli di Geislingen e Helfenstein entrano a far parte dei domini della Città Imperiale di Ulma 1396: la linea di Wiesenstein vende (per pagare i propri debiti ammontanti a 123,439 gulden) il castello di Helfenstein, le terre ad Ulma e il protettorato dell'Abbazia di Heilingen a Ulma 1447: Vende la Signoria di Blaubeuren al Württemberg 1448: Vende la Signoria di Heidenheim al Württemberg 1450-1457: il Württemberg ha contemporaneamente entrambe le possessioni di Wiesenstein 1450-1504: l'Elettorato di Baviera ha temporaneamente il possesso della Signoria di Heidenheim Heidenheim ai Württemberg 1626: si estingue la linea maschile dei Helfensstein 1627: Blaubeuren passa al Württemberg; 1/3 di Wiesenstein passa ai Furstenberg e 2/3 all'Elettorato di Baviera 1643: alla Baviera e al Württemberg |
| Helmarshausen | RA                                                                                        |                                |            |                                                                           | |
| Henneberg | Contea 1471: Contea Principesca del Sacro Romano Impero di Henneberg                      | Provincia della Franconia      |            | 1037                                                                      | 1096: prima menzione di Henneberg in un documento storico Divisione in Henneberg, Botenlauben e Strauf 1274: Divisione in Henneberg-Schleusingen, Henneberg-Aschach-Romhild e Henneberg-Hartenberg 1310: Henneberg-Schleusingen viene elevato a Principato del Sacro Romano Impero Divisioni annesse a Mansfeld-Bornstedt, Meißen, Sassonia e Stolberg-Stolberg 1500: Provincia della Franconia 1554: Patto di successione mutuale tra i Duchi di Sassonia e i Conti di Henneberg 1582: Consiglio dei Principi 1583: i Conti di Henneberg si estinguono |
| Herford | Abbazia Imperiale                                                                         | Provincia del Basso Reno       | n/a        | 823                                                                       | 819: viene fondata l'Abbazia benedettina di Herford dall'Imperatore Ludovico il Pio 1793: Consiglio dei Principi 1803: Secolarizzato alla Prussia |
| Herford | 1631: Libera Città                                                                        | Provincia del Basso Reno       | RH         |                                                                           | 1648(?): Annessa al Brandeburgo |
| Héricourt | Signoria                                                                                  |                                |            |                                                                           | |
| Herrenzimmern | Signoria 1530: Contea                                                                     |                                |            | 1495: Divisa da Zimmern                                                   | 1570: Annessa a Mötzkirch |
| Herrstein | Signoria                                                                                  |                                |            |                                                                           | |
| Hersfeld | Abbazia del Sacro Romano Impero                                                           |                                |            | 769                                                                       | 775: immediatezza imperiale 1606: sotto l'amministrazione dell'Assia-Kassel 1648: Secolarizzata per l'Assia-Kassel |
| Hildesheim | 815: Vescovato c1221: Principato Vescovile                                                | Provincia della Bassa Sassonia | EC         | 888                                                                       | 1793: Consiglio dei Principi 1802: Annessa al Brandeburgo 1803: Secolarizzato alla Prussia |
| Hildesheim | Libera Città                                                                              | Provincia della Bassa Sassonia | EC         | 1300                                                                      | 1803: Annessa al Brandeburgo |
| Hillesheim Hillesheimb Conte del Sacro Romano Impero di Hillesheim, (?) Signore di Reipoltskirchen | Baronia 1712: Contea del Sacro Romano Impero                                              |                                |            |                                                                           | 1722: ai Signori di Reipoltskirchen |
| Höchberg | Margraviato                                                                               |                                |            |                                                                           | |
| Hochstaden | Contea                                                                                    |                                |            | 1144                                                                      | 1261: Annessa all'Abbazia di Colonia |
| Hohenberg | Contea del Sacro Romano Impero                                                            |                                |            |                                                                           | 1280/1287: Acquisita dalla Signoria di Altensteig 1381: all'Austria (linea Leopoldina) Acquisita dalla Signoria di Wildberg, Nagold, Altensteig e Horb Ottenuta dalla Signoria di Oberndorf 1253: Divisione in Hohenberg-Rottenburg e Hohenberg-Nagold Divisione di Hohenberg-Nagold in Hohenberg-Nagold e Hohenberg-Wildberg |
| Hohenberg-Altensteig |                                                                                           |                                |            |                                                                           | 1397/1398: Venduta ai Margravi di Baden 1603: al Ducato di Württemberg |
| Hohenberg-Nagold | Contea                                                                                    |                                |            | 1253: Divisa da Zollern e Hohenberg                                       | 1264: Annessa a Zollern-Nuremberg 1363: Venduta al Württemberg |
| Hohenberg-Rottenburg | Contea                                                                                    |                                |            | 1253: Divisa da Zollern and Hohenberg                                     | 1264: Annessa a Zollern-Nuremberg |
| Hohenberg-Wildberg |                                                                                           |                                |            |                                                                           | 1200: costruito il castello di Wildberg 1237: prima menzione di Wildberg c1237: Wildberg, Nagold passata per matrimonio dai Conti Palatini di Tubinga ai Conti di Hohenberg 1318: Burcardo V prende qui la sede della sua signoria, includendo Altensteig e Neubulach 1355: Divisione in Hohenberg-Burlach e Hohenberg-Altensteig 1364: all'Elettorato Palatino 1440: al Württemberg |
| Hohenems Hohen-Embs Conti del Sacro Romano Impero di Hohenems, Signori di Lustenau | 1333: Contea 1560: Contea del Sacro Romano Impero                                         | Provincia Sveva                |            | c1210                                                                     | ?: ai Signori di Hohenems 1603: Stato Imperiale 1613: i Conti di Sulz vendono Vaduz e Schellenberg ai Conti di Hohenems 1613-1712: ai Conti di Vaduz ?: ai Signori di Lustenau 1646: Divisa in Hohenems-Hohenems e Hohenems-Vaduz 17__: Perde lo status di Stato Imperiale 1765: Acquisito dall'Austria |
| Hohenems-Hohenems | Contea                                                                                    |                                |            | 1646: Divisa da Hohenems                                                  | 1718: Annessa a Hohenems-Vaduz |
| Hohenems-Vaduz | Contea                                                                                    |                                |            | 1646: Divisa da Hohenems                                                  | 1712: Ottenuta dalla Casa di Liechtenstein 1719: Annessa al Principato del Liechtenstein |
| Hohenfels | Signoria del Sacro Romano Impero                                                          |                                |            |                                                                           | |
| Hohengeroldseck | XII sec.: Signoria 1705: Contea Principato                                                | Provincia Sveva                |            |                                                                           | 1692-1705: Sotto amministrazione imperiale Acquisita da Leyen 1815: all'Austria 1819: al Baden |
| Hohenlohe | XI sec.: Contea 1450: Contea del Sacro Romano Impero                                      | Provincia della Franconia      |            | 1192                                                                      | XI sec.: Enrico I fu il primo ad ottenere il titolo di Conte di Hohenlohe 1230: Divisione in Hohenlohe-Hohenlohe e Hohenlohe-Brauneck 1256: Diviso in Hohenlohe-Möckmühl, Hohenlohe-Röltingen e Hohenlohe-Weikersheim 1500: Provincia della Franconia 1390: estinzione della linea di Hohenlohe-Brauneck; i territori passano al Brandeburgo 1412: si estingue la linea degli Hohenlohe-Uffenheim-Speckfeld 1551: Divisione in Hohenlohe-Neuenstein e Hohenlohe-Waldenburg 1631: Hohenlohe-Neuenstein ereditata dalla Contea di Gleichen 1805: Si estingue la linea principale degli Hohenlohe-Neuenstein 1701: La linea collaterale degli Hohenlohe-Neuenstein si divide in Hohenlohe-Langenburg, Hohenlohe-Ingelfingen e Hohenlohe-Kirchberg 1861: si estingue la linea degli Hohenlohe-Kirchberg 1824: Hohenlohe-Schillingsfurst viene ereditato dai Ducato di Rabibor e Corbie Area (1806): 680 m²; Pop: 108 000 |
| Hohenlohe-Bartenstein | 1688: Contea del Sacro Romano Impero 1764: Principato del Sacro Romano Impero             |                                |            | 1688: Diviso da Hohenlohe-Schillingsfürst                                 | 1798: Divisione in Hohenlohe-Bartenstein e Hohenlohe-Jagstberg 1806: al Württemberg |
| Hohenlohe-Ingelfingen | 1701: Contea 1764: Principato del Sacro Romano Impero                                     |                                |            | 1701: Divisa da Hohenlohe-Langenburg 1806: Annessa alla Baviera           | |
| Hohenlohe-Jagstberg | 1798-1806: Principato                                                                     |                                |            | 1798: Divisa da Hohenlohe-Bartenstein                                     | 1806: al Württemberg |
| Hohenlohe-Kirchberg | 1650: Contea 1764: Principato del Sacro Romano Impero                                     |                                |            | 1650: Divisa da Hohenlohe-Langenburg 1701: Divisa da Hohenlohe-Langenburg | 1675: Riunita con Hohenlohe-Langenburg 1806: alla Baviera 1810: Venduta al Württemberg |
| Hohenlohe-Künzelsau | 1676-1689: Contea                                                                         |                                |            | 1676: Divisa da Hohenlohe-Nueustein                                       | 1689: Riunita con Hohenlohe-Nueustein |
| Hohenlohe-Langenburg | 1586: Contea 1764: Principato del Sacro Romano Impero                                     |                                |            | 1586: Divisa da Hohenlohe-Neuenstein                                      | |
| Hohenlohe-Möckmühl | Contea                                                                                    |                                |            | 1256: Divisa da Hohenlohe                                                 | 1340: Divisa tra Hohenlohe-Uffenheim e Hohenlohe-Wernsberg |
| Hohenlohe-Neuenstein | 1472: Contea 1772: Principato del Sacro Romano Impero                                     |                                |            | 1472: Divisa da Hohenlohe-Weikersheim                                     | 1698: agli Hohenlohe-Nueustein-Oehringen 1702: Divisa da Hohenlohe-Nueustein-Oehringen 1708: Annessa all'Hohenlohe-Neuestein-Öhringen |
| Hohenlohe-Neuenstein-Ingelfingen Principe del Sacro Romano Impero di Hohenlohe, Conte di Gleichen, Signore di Langenburg e Kranichfeld                                                                 | 1764: Principato del Sacro Romano Impero                                                  |                                |            |                                                                           | |
| Hohenlohe-Neuenstein-Kirchberg Principe del Sacro Romano Impero di Hohenlohe, Conte di Gleichen, Signore di Langenburg e Kranichfeld                                                                   | 1764:Principato del Sacro Romano Impero                                                   |                                |            |                                                                           | |
| Hohenlohe-Neuenstein-Langenburg Principe del Sacro Romano Impero di Hohenlohe, Conte di Gleichen, Signore di Langenburg e Kranichfeld                                                                  | 1764: Principato del Sacro Romano Impero                                                  |                                |            |                                                                           | |
| Hohenlohe-Neuenstein-Oehringen | 1698: Contea 1764: Principato del Sacro Romano Impero                                     |                                |            |                                                                           | 1702: Diviso in Hohenlohe-Oehringen e Contea di Hohenlohe-Nueustein |
| Hohenlohe-Öhringen | 1641: Contea del Sacro Romano Impero 1764: Principato del Sacro Romano Impero             |                                |            | 1676: Divisa da Hohenlohe-Neuenstein                                      | 1765: Annessa a Hohenlohe-Ingelfingen 1805: Passato a Hohenlohe-Ingelfingen |
| Hohenlohe-Röltingen | Contea                                                                                    |                                |            | 1256: Divisa da Hohenlohe                                                 | Estinta nel 1290 |
| Hohenlohe-Schillingsfürst | Contea                                                                                    |                                |            | 1615: Divisa da Hohenlohe-Waldenburg                                      | 1688: Divisa in Hohenlohe-Bartenstein e Hohenlohe-Waldenburg-Schillingsfürst |
| Hohenlohe-Schillingsfürst-Weikersheim | Contea                                                                                    |                                |            | 1472: Divisa da Hohenlohe-Weikersheim                                     | 1545: Annessa a Hohenlohe-Neuenstein |
| Hohenlohe-Uffenheim | Contea                                                                                    |                                |            | 1262: Divisa da Hohenlohe-Möckmühl                                        | 1387: Annessa a Norimberga |
| Hohenlohe-Waldenburg | 1553: Contea 1557: Principato 1757: Principato del Sacro Romano Impero                    |                                |            | 1553: Divisa da Hohenlohe-Neuenstein                                      | 1615, 1679: Divisa in vari stati |
| Hohenlohe-Waldenburg-Bartenstein Principe del Sacro Romano Impero di Hohenlohe, Conte di Waldenburg, Signore di Langenburg                                                                             | 1744: Principato del Sacro Romano Impero                                                  |                                |            |                                                                           | 1746: Provincia della Franconia |
| Hohenlohe-Waldenburg-Schillingsfürst Principe del Sacro Romano Impero di Hohenlohe, Conte di Waldenburg, Signore di Schillingsfürst e Langenburg                                                       | 1697: Contea del Sacro Romano Impero 1744: Principato del Sacro Romano Impero             |                                |            | 1688: Diviso da Hohenlohe-Schillingsfürst 1806: Annessa alla Baviera      | |
| Hohenlohe-Weikersheim | Contea                                                                                    |                                |            | 1256: Divisa da Hohenlohe                                                 | 1490: Annessa a Hohenlohe-Schillingsfürst-Weikersheim |
| Hohenlohe-Weikersheim | Contea                                                                                    |                                |            | 1610: Divisa da Hohenlohe-Neuenstein                                      | 1756: Annessa a Hohenlohe-Öhringen |
| Hohenlohe-Wernsberg | Contea                                                                                    |                                |            | 1267: Divisa da Hohenlohe-Möckmühl                                        | 1350: Annessa a Hohenlohe-Uffenheim |
| Hohenrechberg | Signoria                                                                                  |                                |            | 1163                                                                      | 1585: Annessa a Staufeneck |
| Hohenrechberg e Aichen | Signoria 1626: Contea                                                                     |                                |            | 1605: Divisione da Aichen                                                 | 1676: Annessa a Donzdorf |
| Hohenwaldeck e Maxlrain Hohen-Waldeck | Signoria                                                                                  |                                |            |                                                                           | 1500: Provincia Bavarese |
| Hohenzollern Principe del Sacro Romano Impero di Hohenzollern, Burgravio di Norimberga, Conte di Sigmaringen e Vöringen, Conte di Berg, Signore di Haigerloch e Werstein, etc.                         | Conte 1363: Principe del Sacro Romano Impero 1623: Principe Conte del Sacro Romano Impero |                                |            | 1309: Divisa dalla Contea di Zollern                                      | 1061: prima menzione degli Hohenzollern in un documento storico 1267: prima menzione del castello di Zollern 1512: Diviso in Hohenzollern-Hechingen e? |
| Hohenzollern-Haigerloch | Contea 1630: Principato                                                                   |                                |            | 1575: Diviso in Hohenzollern-Hechingen                                    | 1767: Annesso a Hohenzollern-Sigmaringen |
| Hohenzollern-Hechingen Principe di Hohenzollern-Hechingen, Burgravio di Norimberga, Conte di Sigmaringen e Veringen, Conte di Berg, Signore di Haigerloch e Werstein, etc                              | Contea 1623: Principato del Sacro Romano Impero                                           | Provincia Sveva                |            | 1512: Diviso da Hohenzollern                                              | 1653: Consiglio dei Principi 1806: Aderisce alla Confederazione del Reno 1815: Adrisce alla Confederazione Germanica 1849: alla Prussia 1869: si estingue la linea degli Hohenzollern-Hechingen |
| Hohenzollern-Sigmaringen Principi del Sacro Romano Impero di Hohenzollern-Sigmaringen, Burgravio di Norimberga, Conte di Sigmaringen e Veringen, Conte di Berg, Signore di Haigerloch e Werstein, etc. | Contea 1623: Principato                                                                   | Provincia Sveva                |            | 1575: Divisa da Hohenzollern-Hechingen                                    | 1849: alla Prussia |
| Hohnstein Hohenstein | Contea                                                                                    | Provincia dell'Alta Sassonia   |            | 1123                                                                      | 1238-1267: i Conti di Hohenstein acquisiscono la Contea di Klettenberg come feudo del Principe Vescovo di Halberstadt 1268: Acquisita la Signoria di Sommerda 1300s: Acquisita la Contea di Lohra 1315: Divisione in 3 linee 1593: Estinzione della linea dei Conti di Hohenstein 1648: Annessa al Brandeburgo, Schwarzburg e Stolberg Sotto protettorato parziale degli Hannover |
| Holstein Duca di Schleswig, Holstein, Stormarn, Ditmarshes, Lauenburg e Oldenburg | Contea 1111-1474: Contea del Sacro Romano Impero 1474-1806:Ducato del Sacro Romano Impero | Provincia della Bassa Sassonia | PR         | 1111                                                                      | 1111: L'Imperatore Lotario investe Adolfo di Schauenburg di Holstein e Stormarn 1261: Divisione in Holstein-Itzehoe, Holstein-Kiel, Holstein-Pinneberg, Holstein-Plon, Holstein-Rendsburg, Holstein-Segeberg 1386: Acquisizione del Ducato di Schleswig 1474: Confluita nello Schleswig-Holstein 1582: Consiglio dei Principi come Holstein-Glückstadt |
| Holstein-Gottorp |                                                                                           |                                |            |                                                                           | 1582: Consiglio dei Principi 1773:Permuta con l’Oldenburg |
| Holstein-Schaumburg Principe del Sacro Romano Impero, Conte di Holstein, Schaumburg e Sternberg, Signore di Gemen                                                                                      |                                                                                           |                                |            |                                                                           | |
| Holzapfel Holzappel | 1641: Contea del Sacro Romano Impero                                                      | Provincia del Basso Reno       |            | 1641                                                                      | 1727: Passata all'Anhalt-Bernburg-Schaumburg-Hoym |
| Homburg | Signoria                                                                                  |                                |            |                                                                           | |
| Horburg | Contea                                                                                    |                                |            |                                                                           | |
| Horne | Contea                                                                                    | Provincia del Basso Reno       |            |                                                                           | Dopo il 1568: unione personale con il Vescovato di Liegi |
| Horneck | Commenda                                                                                  |                                |            |                                                                           | |
| Hörstgen Horstgen | Signoria                                                                                  |                                |            |                                                                           | Sotto il protettorato di Mors ai Conti di Drachenfels 1530: Ereditato da Millendonk-Mirlar Passato ai Brochhorst Passato ai Croy Passato ai Burlepsch Passato agli Ostein 1754: Passato ai Baroni di Knesebeck 1794: Occupazione francese 1815: alla Prussia |
| Höwen | Signoria                                                                                  |                                |            |                                                                           | |
| Hoya | 1202: Contea                                                                              | Provincia del Basso Reno       |            | 1204                                                                      | 1202: prima menzione del "Conte di Hoya" 1215: Ottiene la libera contea di Nienburg Ottiene la Contea di Altbruchhausen Ottiene la Contea di Neubruchhausen 1345: Divisione in Alto Hoya (Nienburg) e Basso Hoya (Hoya) 1497: estinzione della linea di Hoya; i territori passano a Nienburg 1512: occupazione ad opera del Brunswick-Luneburg 1519: i Conti di Hoya ottengono nuovamente i territori 1582: la linea si estingue; i territori passano all'Hannover 1866: alla Prussia |